# Aleksej Kamkin
Aleksej Dimitrijevitj Kamkin (på russisk: Алексей Дмитриевич Камкин) (født 15. oktober 1952 i Kaliningrad) er en russisk tidligere roer.

## Rokarriere
Kamkin roede for Sovjetunionen i firer uden styrmand ved OL 1980 i Moskva  sammen med Valerij Dolinin, Aleksandr Kulagin og Vitalij Jelisejev og DDR var som verdensmestre fra året forinden favoritter. De to nationer vandt deres indledende heats, og i finalen var DDR hurtigst fra start og holdt føringen hele vejen, mens Sovjetunionen derefter var klart foran Storbritannien på tredjepladsen.
Med samme besætning vandt Sovjetunionen VM-guld i 1981 og -sølv i 1982.

## OL-medaljer
- 1980:  Sølv i firer uden styrmand